# Chill Wills
Theodore Childress "Chill" Wills (født 18. juli 1902, død 15. december 1978) var en amerikansk skuespiller og en sanger i Avalon Boys Quartet.